# Kasgar
Kasgar, a veces también escrito como Kashgar (del uigur: قەشقەر / K̢ǝxk̢ǝr) en chino tradicional, 喀什市; pinyin, Kāshí) es una ciudad-oasis en la Región Autónoma Uigur de Sinkiang en la República Popular China. Situada al oeste del desierto de Taklamakán, a los pies de las montañas de Tian Shan y a orillas del río al que da nombre —río Kasgar—, la ciudad está a una altitud de 1290 metros sobre el nivel del mar. Es una ciudad-municipio bajo la administración de la prefectura de Kasgar.
Kasgar se encuentra en el cruce entre las rutas que provienen del valle del Amu Daria, Kokand y Samarcanda, Almaty, Aksu y Jotán, lo que ha convertido a la ciudad en un importante centro político y comercial casi desde su fundación.
A unos 200 kilómetros al oeste de la actual ciudad, justo en la frontera con Kirguistán, pasaba la antigua Ruta de la Seda. La autopista del Karakórum une Islamabad, la capital de Pakistán, con Kasgar, atravesando el paso Khunjerab.
Kasgar tiene una importante comunidad musulmana debida a la destacada presencia de uigures. En la ciudad se celebra cada domingo un importante mercado al que asisten numerosos agricultores y ganaderos de la zona.

## Historia
La primera mención auténtica de Kasgar se produjo durante el periodo de la dinastía Han, cuando los chinos conquistaron Hiungnu, Yutien (Jotán), Sulei (Kasgar) y un grupo de estados en la cuenca del Tarim. Ocurrió en el año 76 a. C. En esa época, Kasgar aún no era conocida en Occidente.
El país se convirtió al budismo y creció rápidamente al mismo tiempo que se desarrollaban las rutas comerciales entre Oriente y Occidente.
En el libro de Han, o historia de la época Han, que cubre el periodo comprendido entre 125 a. C. y el 23, se habla de que en Kasgar existían 1510 casas, 18 647 habitantes y que 2000 de ellas eran capaces de utilizar armas. Durante el periodo comprendido entre el año 25 y el 170, las viviendas aumentaron hasta las 21 000.

### Los Xiongnu
Kasgar, al igual que otros reinos del oeste, quedó bajo el dominio de los Xiongnu que se dedicaron a cobrar unos impuestos excesivos que los reinos no podían afrontar. A mediados del periodo Jianwu (25-55), los reinos mandaron a enviados para solicitar unirse el Reino del Medio y expresar su deseo de que se les concediera un Protector General. El emperador Guangwu (25-47) decidió que, puesto que el imperio aún no estaba del todo establecido, no tenía tiempo de dedicarse a asuntos externos por lo que negó su consentimiento.
Mientras, los Xiongnu se fueron debilitando. El rey de Suojo (Yarkand, de nombre Xian, destruyó diversos reinos. Tras la muerte de Xian, estos reinos se atacaron unos a otros. Xiao Yuan, Jingjue, Ronglu y Qiemo fueron anexionados por Shanshan (la región de Lop Nor, con capital cerca de la moderna Ruoqiang). Qule y Pishan fueron conquistados por Yutian (Khotan). Yuli, Danhuan, Guhu y Wutanzili fueron destruidos por Jushi (Turfán) aunque más tarde estos reinos quedaron restablecidos.

### Los Kushan
En el periodo entre 114 y 120, el rey Anguo de Kasgar exilió a su tío materno, Chenpan, y lo mandó con los Kushan. Anguo murió sin descendencia y su madre fue la encargada de gobernar el reino. Finalmente, fue su sobrino, hijo de Chenpan, quien quedó designado como heredero al trono de Kasgar.
Alrededor de 116, los kushan, bajo el gobierno de Kanishka, establecieron un reino centrado en Kasgar, que controlaba también Jotán y Yarkand, antiguas dependencias chinas de la cuenca de Tarim, en el actual Sinkiang. Introdujeron la escritura brahmi, el idioma indio prácrito para la administración y expandieron la influencia del arte grecobúdico que se desarrolló en el arte serindio.

### Desde los Tres Reinos hasta los Sui
Este periodo se caracteriza por la ausencia de información histórica sobre Kasgar y la cuenca del Tarim en general.
El Weilue, escrito en el segundo tercio del siglo III, menciona una serie de estados que dependían de Kasgar: el reino de Zhenzhong, el de Suojo, el de Jieshi, Qusha, Xiye, Yinai, Manli, Yire, Yuling, Juandu, Xiuxiu y Qin. Sin embargo, la información sobre las regiones del oeste contenida en el Weilue termina hacia el año 170, casi al final del periodo de los Han.
En el año 270, cuatro estados de las regiones del oeste tenían que presentar tributo: Karashahr, Turfan, Shanshan y Kucha. Algunos documentos en madera encontrados en la zona arqueológica de Niya indican también que estos contratos se mantuvieron con Kasgar y Jotán.
En el 442, Bilong, rey de Shanshan, llegó a una corte de "treinta y seis estados en las regiones del oeste". Se cree que entre estos estados estaba el de Kasgar.
En los inicios del siglo VI, Kasgar estaba dentro de los numerosos territorios controlados por los Yeda o Hunos blancos pero su imperio se derrumbó entre el 563 y el 567 tras un ataque violento de los Turcos del oeste que mantuvieron el control de Kasgar y otros estados en la cuenca del Tarim.

### La dinastía Tang
Los inicios de la dinastía Tang en el 618, vieron el inicio de una lucha prolongada entre China y los turcos del oeste para controlar la cuenca del Tarim.
En el 653, los anales de los Tang hablan de una embajada en el reino de Kasgar. En el 639 una segunda embajada que traía productos de Kasgar funcionaba como símbolo de sumisión.
Xuanzang pasó por Kasgar (a la que llamaba Ka-sha) en 644 en su viaje de regreso desde India hasta China. La religión budista, que por aquel entonces estaba en decadencia en la India, estaba en pleno esplendor en Kasgar. Los escritos de Xuanzang explican que en Kasgar se encontraban abundantes flores y frutas, y que tenían un lenguaje basado en el de la India pero diferente al de otros países. Los habitantes de Kasgar eran fervientes devotos del budismo y se podían encontrar algunos centenares de monasterios.
En el 646, cuando el emperador turco pidió la mano de una princesa china, el emperador reclamó como dote Kucha, Jotán, Kasgar, Sarikol y Karashahr, aunque este matrimonio no llegó a celebrarse.
En una serie de campañas entre el 652 y el 658, con la ayuda de los uigurs, los chinos derrotaron finalmente a los turcos del oeste y tomaron el control de todos sus dominios, incluyendo los de la cuenca del Tarim.
En el 662 estalló una rebelión en las regiones del oeste y el ejército chino acudió a la zona para protegerla. Fue derrotado por los tibetanos al sur de Kasgar. Tras otra derrota de las fuerzas chinas en el 670, los tibetanos tomaron el control de la región y subyugaron Kasgar en el 676. Mantuvieron el control sobre la ciudad hasta el 692, momento en el que China retomó el control de sus antiguas posesiones que mantuvo durante los siguientes 50 años.

### Invasión árabe
En el siglo VIII llegó desde el oeste la invasión de los árabes. Kasgar y el Turquestán ayudaron a la reina regente Bokhara a repeler al enemigo. La religión musulmana se implantó en los estados independientes de Turkistán, convirtiéndose en una influencia cada vez más importante. Sin embargo, no fue hasta el siglo X que la religión musulmana se implantó en Kasgar.

### Los uigures
Se cree que los uigures son descendientes de los Tolas, una de las tribus de origen túrquico que emigraron hacia China. El príncipe Boghra Khan, el más famoso de este pueblo, se convirtió al islam a finales del siglo X. El reino uigur duró hasta 1120 pero estuvo siempre envuelto en peleas dinásticas. Los uigures empleaban un alfabeto basado en el sirio y tomado de los misioneros nestorianos.

### Los mongoles
El reino de los uigur quedó destruido por la invasión de los Kara-Khitai, otro pueblo de origen túrquico que, a su vez, fueron eliminados en 1219 por Gengis Kan. Esta invasión reforzó el desarrolló del credo musulmán.
Marco Polo visitó la ciudad, a la que llamaba Cascar, en el año 1273 o 1274. Los escritos de Polo señalan la presencia en la ciudad de numerosos cristianos que tenían sus propias iglesias de culto.
En el 1389-1390, Tamerlán destrozó Kasgar y Andiján. Kasgar entró en un periodo tormentoso y en 1514 fue destruida por Mirza Ababakar quien acabó con el mando de la familia Dughlat. Ababakar construyó con la ayuda de 10 000 hombres un nuevo fuerte con defensas masivas en la orilla del río Tuman. La dinastía de los Jagatai Kans se derrumbó en 1572 con el desmembramiento de los condados entre grupos rivales; aparecieron dos facciones de los Khoja, los montañeros blancos y negros, quienes, entre guerras y distensiones, llenan la historia de Kasgar hasta 1759.
En 1713 los oirates volvieron a Kasgar e impusieron su control.

### Guarnición china
En 1759, un ejército chino invadió Kasgar y, después de diversas masacres, consolidó finalmente su autoridad estableciendo una guarnición manchú y enviando a colonos chinos.
Los chinos quería ampliar sus conquistas hasta Samarcanda, cuyos jefes solicitaron ayuda al rey afgano Ahmad Shah. Este monarca envió un emisario a Pekín para solicitar la restitución de los estados musulmanes de Asia Central, pero este emisario no fue bien recibido. Los chinos mantuvieron Kasgar con pequeñas interrupciones debido a revueltas musulmanas. La revuelta ocurrida en 1829 terminó con la concesión de importantes privilegios comerciales a los musulmanes en el distrito de Alty Shahr. Hasta 1846 se vivió en paz en la zona.

### La revuelta de 1862

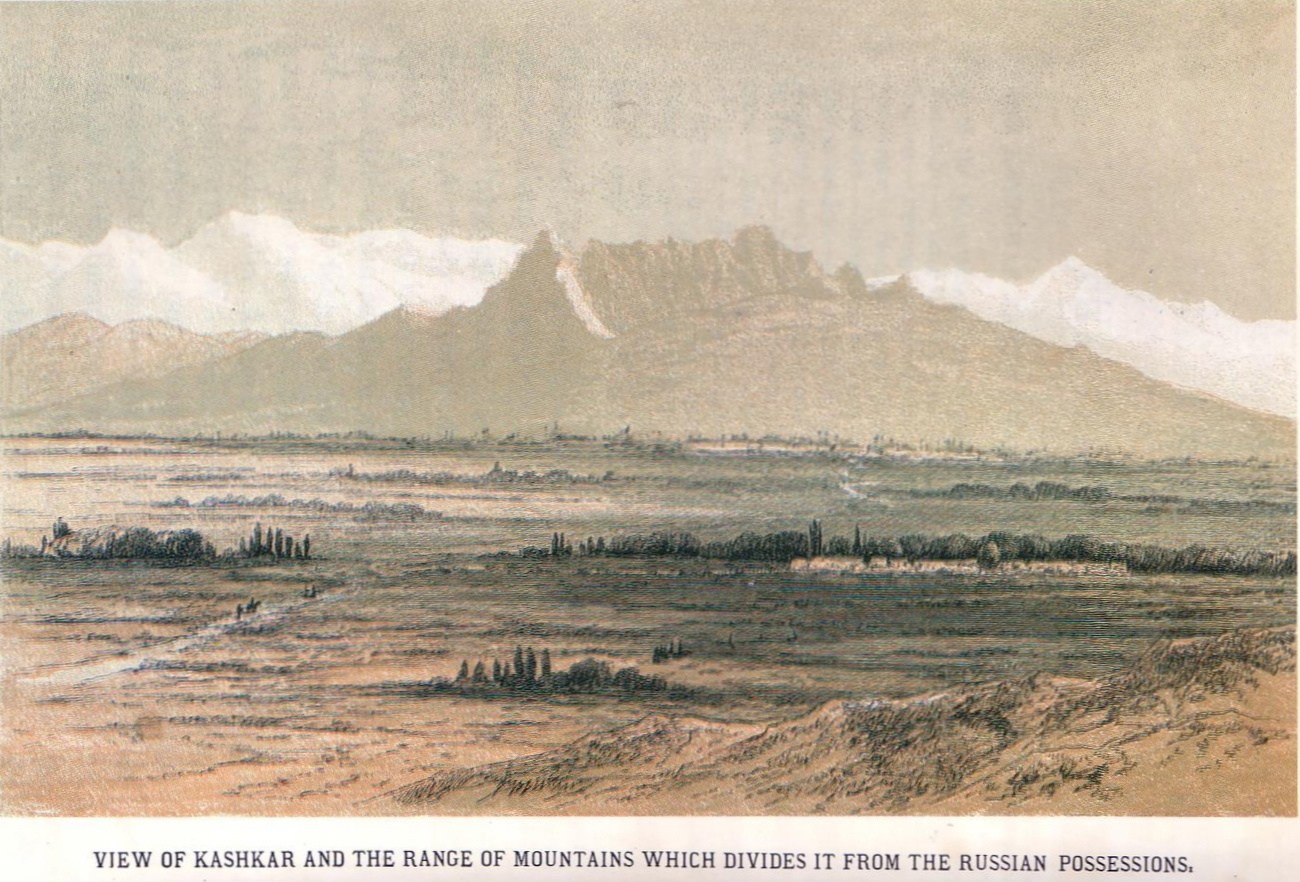
Imagen de Kasgar en 1868.

La gran revuelta Ttingani, o insurrección de los chinos musulmanes que se inició en 1862 en Kansuh, se extendió con rapidez por toda la cuenca del Tarim.
Las tropas Tungani masacraron en agosto de 1863 a miles de chinos, mientras que los habitantes de Kasgar, levantados contra sus amos, invocaron la ayuda de Sadik Beg, un jefe Kirguiz que envió tropas para ayudar a sus hermanos musulmanes en Kasgar. Sadik Beg marchó hacia Kasgar que había caído en manos de Buzurg Khan pero fue derrotado y regresó a Kokand.
Con la desaparición del gobierno chino en la zona en 1865 y la llegada al poder de Yakub Beg las industrias de Kasgar empezaron a decaer. Kasgar y otras ciudades de la cuenca del Tarim quedaron bajo el poder de Yakub Beg hasta 1877, año en el que murió y en el que los chinos retomaron el control de la ciudad.

### SigloXXI

Tumba de Apakh Hoja.

En Kasgar, como en otras zonas de Sinkiang, ha habido una creciente tensión por la progresiva implantación de la etnia Han.

## Demografía
Kasgar alberga una gran comunidad de uigures musulmanes. El área no tiene el mismo nivel de inmigración de chinos Han como Urumchi, la principal ciudad de Sinkiang y centro industrial.

## Clima
Kasgar tiene un clima árido con veranos calientes e inviernos fríos, debido a las condiciones extremas se puede decir que tiene dos estaciones: frío y calor. El mes más frío es enero con 0 °C y el más caliente es julio con 32 °C, siendo la media anual de 12 °C. La primavera es larga y el otoño corto. Kasgar es una de las ciudades más secas de la Tierra con una precipitación de solo 64 mm al año. El mes más lluvioso es julio con 9 mm. Debido a las condiciones áridas las nevadas son escasas incluso en invierno. Los registros históricos extremos de temperatura son de -24 °C en enero y 40 °C en julio.
| Parámetros climáticos promedio de Kasgar    | Parámetros climáticos promedio de Kasgar | Parámetros climáticos promedio de Kasgar | Parámetros climáticos promedio de Kasgar | Parámetros climáticos promedio de Kasgar | Parámetros climáticos promedio de Kasgar | Parámetros climáticos promedio de Kasgar | Parámetros climáticos promedio de Kasgar | Parámetros climáticos promedio de Kasgar | Parámetros climáticos promedio de Kasgar | Parámetros climáticos promedio de Kasgar | Parámetros climáticos promedio de Kasgar | Parámetros climáticos promedio de Kasgar | Parámetros climáticos promedio de Kasgar |
| Mes                                         | Ene.                                     | Feb.                                     | Mar.                                     | Abr.                                     | May.                                     | Jun.                                     | Jul.                                     | Ago.                                     | Sep.                                     | Oct.                                     | Nov.                                     | Dic.                                     | Anual                                    |
| ------------------------------------------- | ---------------------------------------- | ---------------------------------------- | ---------------------------------------- | ---------------------------------------- | ---------------------------------------- | ---------------------------------------- | ---------------------------------------- | ---------------------------------------- | ---------------------------------------- | ---------------------------------------- | ---------------------------------------- | ---------------------------------------- | ---------------------------------------- |
| Temp. máx. media (°C)                       | 0.3                                      | 5.1                                      | 13.5                                     | 22.2                                     | 26.4                                     | 30.2                                     | 32.1                                     | 30.7                                     | 26.5                                     | 19.8                                     | 10.6                                     | 1.9                                      | 18.3                                     |
| Temp. mín. media (°C)                       | −10.2                                    | −6.2                                     | 1.7                                      | 8.6                                      | 12.9                                     | 16.1                                     | 18.6                                     | 17.2                                     | 11.9                                     | 4.7                                      | −1.9                                     | −7.7                                     | 5.5                                      |
| Precipitación total (mm)                    | 2.1                                      | 5.7                                      | 6.7                                      | 5.2                                      | 8.5                                      | 7.7                                      | 9.1                                      | 7.9                                      | 5.3                                      | 2.5                                      | 1.6                                      | 1.7                                      | 64.0                                     |
| Días de precipitaciones (≥ 0.1 mm)          | 2.2                                      | 2.1                                      | 2.3                                      | 1.6                                      | 2.9                                      | 3.5                                      | 3.7                                      | 3.7                                      | 2.5                                      | 1.1                                      | .6                                       | 1.7                                      | 27.9                                     |
| Horas de sol                                | 154.9                                    | 160.1                                    | 184.5                                    | 213.7                                    | 255.6                                    | 304.3                                    | 312.2                                    | 287.5                                    | 259.4                                    | 239.9                                    | 196.2                                    | 158.0                                    | 2726.3                                   |
| Humedad relativa (%)                        | 67                                       | 58                                       | 48                                       | 40                                       | 41                                       | 41                                       | 43                                       | 49                                       | 53                                       | 56                                       | 61                                       | 70                                       | 52.0                                     |
| Fuente: China Meteorological Administration |                                          |                                          |                                          |                                          |                                          |                                          |                                          |                                          |                                          |                                          |                                          |                                          |                                          |

## Lugares de interés
- La mezquita Id Kah: es la mayor de toda China. Fue construida en el año 1422 y ocupa una superficie total de 16.800 m². La mezquita cuenta con una madraza con capacidad para 400 estudiantes así como unos baños públicos que pueden albergar a más de 100 personas.
- La tumba de Apak Hoja: situada a unos 5 kilómetros del centro es uno de los lugares más sagrados de Xinjiang. Se trata de un edificio de ladrillos que alberga la tumba de cinco generaciones de la familia de Apak Hoja, considerado por muchos uigures musulmanes como un profeta al que sólo supera en importancia el propio Mahoma. El mausoleo fue construido en 1640 y reconstruido en 1795. Al oeste del mausoleo se encuentra una mezquita que se utiliza en las festividades religiosas para orar antes de rendir respeto ante la tumba del profeta.
- La estatua de Mao Zedong: con una altura de 18 metros, es la mayor estatua del antiguo líder que aún se conserva en China.

## Economía y sociedad
La ciudad tiene un importante mercado dominical. Miles de campesinos de las fértiles tierras vecinas llegan a la ciudad para vender gran cantidad de frutas y vegetales. El mercado de animales de Kasgar es también muy importante. Se venden seda y alfombras hechas en Jotán así como artesanía local como teteras de cobre y cajas de madera para joyas.